# 丁农
丁农（1913年—？），字屏秋，浙江杭州人。中华民国医学家。

## 生平
湘雅医学院毕业，美国堪萨斯大学医学中心心脏科研究员。历任湘雅医学院，中正医学院、中央大学医学院内科助教及讲师，首都陆海空军总医院内科主任，国防医学院内科学系副教授、教授兼系主任，荣民总医院内科部主任、副院长。1956年，设置心肺功能研究室，施行心脏导管术，及其他各项新颖检查方法，为台湾奠定研究心脏疾病及施行心脏外科手术基础；又主持脑血管病变、高血压及冠状动脉病之病因及预防的研究。
他是中华民国心脏学会创办人之一，曾被选为会长。“亚太区”心脏学会教育委员会主任委员、副会长。1962年，被选为美国心脏学院院士，1982年起聘为台湾荣民总医院专任顾问。